# Бото Август Карл фон Щолберг-Росла
Бото Август Карл фон Щолберг-Росла (на немски: Botho August Carl zu Stolberg-Rossla; * 12 юли 1850, Росла; † 8 ноември 1893, Росла) е граф на Щолберг-Росла, граф на Кьонигщайн, Рошефорт, Вернигероде и Хонщайн, господар на Епщайн, Мюнценберг, Бройберг, Агимонт, Лора и Клетенберг. От 22 март 1893 г. е 1. княз на Щолберг-Росла. Народен представител е на Велико херцогство Хесен (1878).

## Биография
Той е най-големият син на граф Карл Мартин фон Щолберг-Росла (1822 – 1870) и съпругата му графиня Берта фон Золмс-Рьоделхайм-Асенхайм (1824– 1898), дъщеря на граф Карл Фридрих Лудвиг Кристиан Фердинанд фон Золмс-Рьоделхайм-Асенхайм (1790 – 1844) и графиня Луиза Амалия фон Ербах-Шьонберг (1795 – 1875).
Бото Август Карл става на 22 март 1893 г. първият княз на Щолберг-Росла, издигнат от Вилхелм II.

## Фамилия
Първи брак: на 20 май 1879 г. в Блумберг с графиня Мария фон Арним (* 23 март 1859; † 12 март 1880), дъщеря на Георг фон Арним (1832 – 1881) и Марка Клементина Теодора Кристина фон Золмс-Зоненвалде-Поух (1838 – 1914). Те имат една дъщеря:
- Мария (* 2 март 1880, Росла; † 18 април 1920), омъжена на 26 април 1898 г. в Росла за граф Ото фон Кастел-Рюденхаузен (* 7 април 1865; † 28 август 1917)

Втори брак: на 27 септември 1883 г. в Бюдинген за принцеса Хедвиг фон Изенбург-Бюдинген-Бюдинген (* 1 ноември 1863; † 1 юли 1925), дъщеря на княз Бруно фон Изенбург-Бюдинген (1837 – 1906) и принцеса Матилда фон Золмс-Хоензолмс-Лих (1842 – 1867). Те имат седем деца.
- Берта (* 18 юли 1884; † 3 септември 1884)
- Елизабет (* 23 юни 1885; † 16 октомври 1969), омъжена I. на 15 декември 1909 г. за херцог Йохан Албрехт Ернст Константин Фридрих Хайнрих фон Мекленбург-Шверин (* 8 декември 1857; † 16 февруари 1920), II. 15 октомври 1924 в Лудвигслуст за херцог Адолф Фридрих Албрехт Хайнрих фон Мекленбург-Шверин (* 10 октомври 1873; † 5 август 1969)
- Йост Кристиан (* 28 декември 1886; † 1 юли 1916 в битка), 2. княз на Щолберг-Росла
- Кристоф Мартин (* 1 април 1888; † 27 февруари 1949), 3. княз на Щолберг-Росла, женен на 7 ноември 1911 г. в Грайц за принцеса Ида Емма Антоанета Шарлота Виктория Ройс-Грайц (* 4 септември 1891; † 29 март 1977)
- Йохан Август (* 5/15 май 1889; † 10 март 1920), принц
- Ернст Хайнрих (* 7 октомври 1890; † 22/23 март 1946), принц, женен на27 октомври 1922 г. в Тюнген за фрайин Агнес фон Тюнген (* 10 февруари 1884; † 6 август 1971)
- Матилда (* 29 май 1894; † 24 януари 1952), омъжена на 7 септември 1922 г. в Росла за фрайхер Дитц Рудолф Фридриц Готфрид Леополд Волфганг фон Тюнген (* 1 юни 1894; † 31 октомври 1973)

Вдовицата му принцеса Хедвиг фон Изенбург-Бюдинген-Бюдинген се омъжва на 31 август 1902 г. в Росла за брат му граф Куно (Бото) фон Щолберг-Росла (* 11 май 1862; † 13 юли 1921).